# Concentration limite en oxygène
Pour les articles homonymes, voir CLO.

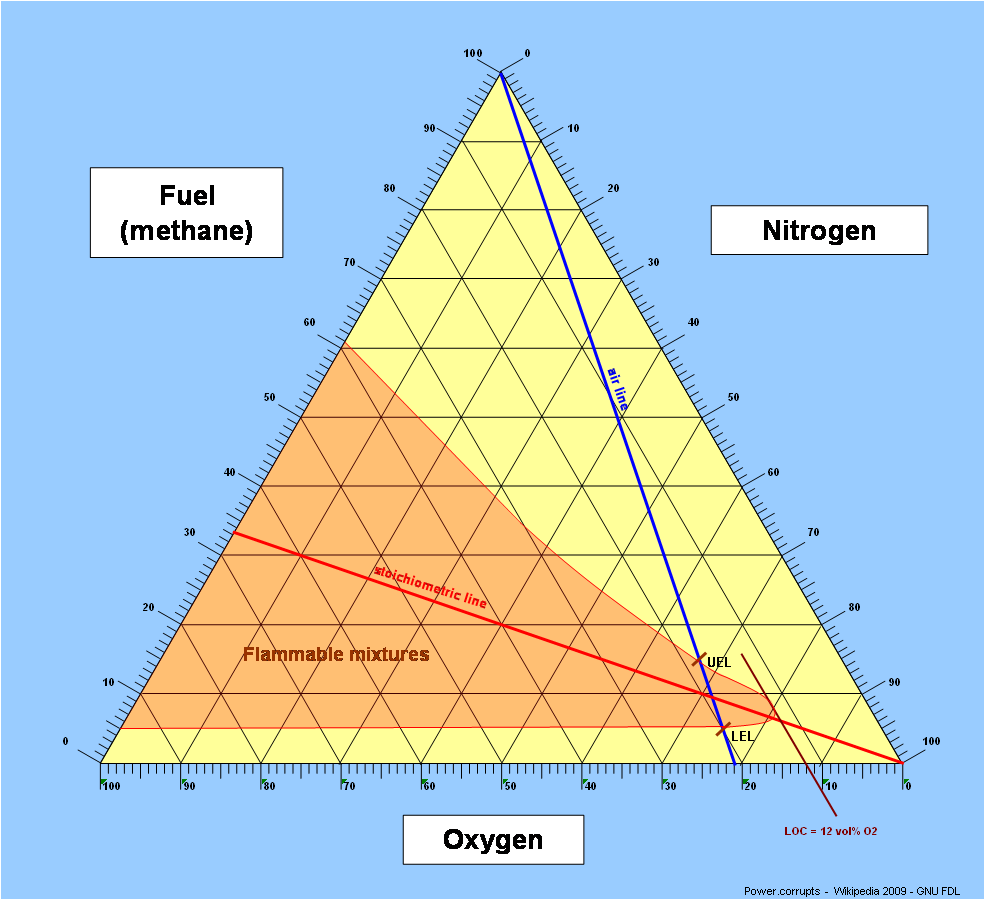
Diagramme d'inflammabilité du méthane avec la concentration limite en oxygène indiquée en violet en bas à droite du diagramme.

La concentration limite en oxygène (CLO), ou concentration minimale en oxygène (CMO), est la concentration minimale en oxygène dans un mélange gazeux contenant un gaz ou une vapeur combustible, de l'oxygène avec un gaz inerte et permettant une inflammation si une source d'ignition suffisante est mise en contact avec le mélange. Il faut distinguer la concentration limite en oxygène de l'indice limite d'oxygène : la première valeur mesure la concentration en oxygène pour permettre une ignition du mélange alors que la deuxième mesure la concentration pour maintenir une combustion existante.
La concentration limite en oxygène est une limite sur le diagramme d'inflammabilité d'une substance : tout mélange de cette substance avec une concentration en oxygène inférieure à cette limite ne pourra pas s'enflammer. Cette donnée est ainsi une valeur clé pour l'inertisation des installations devant contenir une substance inflammable. En réduisant la concentration en oxygène en dessous de cette valeur, on obtient un système sûr du point de vue de la sécurité sur les explosions et les incendies. La raison de ce phénomène est l'incapacité de la combustion à fournir suffisamment d'énergie pour chauffer le mélange et assurer la propagation de la flamme.
Cette concentration limite est variable en fonction de la température, de la pression du mélange, de la nature du gaz inerte et de l'énergie de la source d'ignition. Elle doit être mesurée expérimentalement et elle varie fortement entre les différentes substances. Toutefois, comme valeur générale, une majorité de substance ont une CLO supérieure à 10%.